# Верес Юрій Миколайович

Юрій Верес

Ю́рій Микола́йович Ве́рес (* 23 вересня 1977) — український музикант, фотограф, волонтер, співак, автор пісень та лідер гурту «Кам'яний гість».

## Біографія
Юрій Верес народився 23 вересня 1977 року у місті Києві. 
7 квітня 1998 року разом з Геннадієм Барабашем створив гурт «Кам'яний Гість», який існує і по сьогоднішній день. За цей час гурт видав 5 альбомів, дав багато концертів та став учасником різних фестивалів.
Юрій є автором майже всіх перекладів пісень з проєкту «Класика року в українському стилі», у якому українською мовою звучать переспіви легендарних рок-гуртів 60-80-х років, таких як: The Beatles, Queen, Pink Floyd, The Rolling Stones та інші.
Юрій Верес є онуком Народної художниці України Ганни Верес, роботи якої були знищені ворожим снарядом, що 25 лютого 2022 року поцілив у дах Іванківського історико-краєзнавчого музею.
У 2019 році Юрій Верес почав активно займатися фотографією.
Від початку широкомасштабної війни в Україні їздить прифронтовими містами та зруйнованими населеними пунктами й фіксує наслідки російської збройної агресії проти України. 
Призер 9-го Міжнародного конкурсу репортерської фотографії Life Press Photo 2023. 

## Благодійні фотовиставки, які вже відбулися
- м. Каунас (Литва), травень 2022. Перша виставка фотографій Юрія Вереса, на яких відображено масштаби руйнувань об'єктів цивільної інфраструктури, житлових будинків тощо. Захід відбувся за підтримки Global Synergy Foundation та театру Papasony;
- м. Таллінн (Естонія), травень 2022. За підтримки Global Synergy Foundation та театру Papasony;
- м. Львів (Україна), червень 2022. На фотовиставці було представлено близько 70 робіт Юрія Вереса, а також роботи бійця полку "Азов" Дмитра Козацького та фронтового фотографа Пилипа Доценка. Захід відбувся за підтримки БФ "RADA" та закінчився благодійним концертом;
- м. Миколаїв-Дністровський (Україна), червень 2022. За підтримки БФ "RADA";
- м. Верона (Італія), червень 2022;
- м. Ніцца (Франція), червень 2022;
- м. Барселона (Іспанія), червень 2022;
- м. Київ (Україна), червень 2022, "Docker-G Pub". Виставка пройшла спільно з благодійним концертом гурту «Кам'яний Гість». За підтримки БФ "RADA";
- м. Київ (Україна), липень 2022, Будинок офіцерів. Виставка тривала три дні та завершилася благодійним концертом. За підтримки БФ "RADA";
- м. Київ (Україна), жовтень 2022, ТЦ Gorodok;
- м. Бремен (Німеччина), жовтень 2022;
- м. Київ (Україна), січень 2022, Музей історії Києва. За підтримки видавництва "Саміт-книга";
- м. Брюссель (Бельгія), лютий 2023;
- м. Рівне (Україна), червень 2023. Фотовиставка "Life Press Photo";
- м. Чонджу (Південна Корея), жовтень 2023. Фотовиставка "Life Press Photo";
- м. Хмельницький (Україна), січень 2024. Фотовиставка "Life Press Photo";
- м. Чернігів (Україна), березень 2024. Фотовиставка "Life Press Photo".

Наразі готуються нові виставки та благодійні концерти на підтримку Збройних сил України.

## Дискографія
- Сингл «Твоя дорога», 2021;
- Альбом «Плине час», 2020;
- Альбом «70/80», 2015;
- Альбом «Там, за горами», 2013;
- Альбом «60/70», 2012;
- Альбом «Танец со временем», 2003;

На платівках «60/70» та «70/80» звучать українські переспіви легендарних рок-гуртів 60-х та 80-х років, а саме: The Beatles, Rainbow, Uriah Heep, Slade, The Rolling Stones, The Doors, Jethro Tull, Queen, Genesis, Pink Floyd, Creedence Clearwater Revival, а також Гері Мура, Дженіс Джоплін, Боба Ділана та Девіда Бові. 